# Medinet Habu
Medinet Habu – położone w Tebach Zachodnich w Egipcie ruiny zespołu świątyni Totmesa III, świątyni grobowej i pałacu Ramzesa III. 
W skład zespołu wchodzi także kilka kaplic związanych z kultem Amona. Do najpiękniejszych zabytków należy Brama Południowa, znajdująca się pomiędzy dwiema wieżami. 
Zabudowania mają charakter obronny, wzorowane były na fortecach kananejskich. W starożytności kompleks był otoczony murami oraz stanowił administracyjne centrum regionu. Pozostałości uważane są za budowle związane z pałacem Ramzesa III. Same pomieszczenia rezydencji są zniszczone, zachowało się jedynie kilka scen ukazujących króla w haremie.
Świątynia Ramzesa III, najlepiej zachowany zabytek tego rodzaju, poprzedzona jest wysokimi pylonami, za nimi znajduje się dziedziniec otoczony filarami przedstawiającymi faraona w postaci Ozyrysa. Za dziedzińcem kolejne pylony poprzedzają drugi dziedziniec, za którym znajduje się sala hypostylowa z grupą posągów przedstawiających faraona u boku boga Thota.
Większość dekoracji świątyni stanowią reliefy o tematyce batalistycznej, nawiązujące do pokonania Libijczyków przez faraona – w tym również bitwę morską z Ludami Morza. Na drugim dziedzińcu zachowały się polichromowane reliefy przedstawiające obchody świąt religijnych. 
W Okresie Późnym w rejonie kompleksu powstała miejscowość Dżeme będąca ważnym koptyjskim centrum religijnym.
Obecnie Medinet Habu stanowi jedną z głównych atrakcji turystycznych regionu.

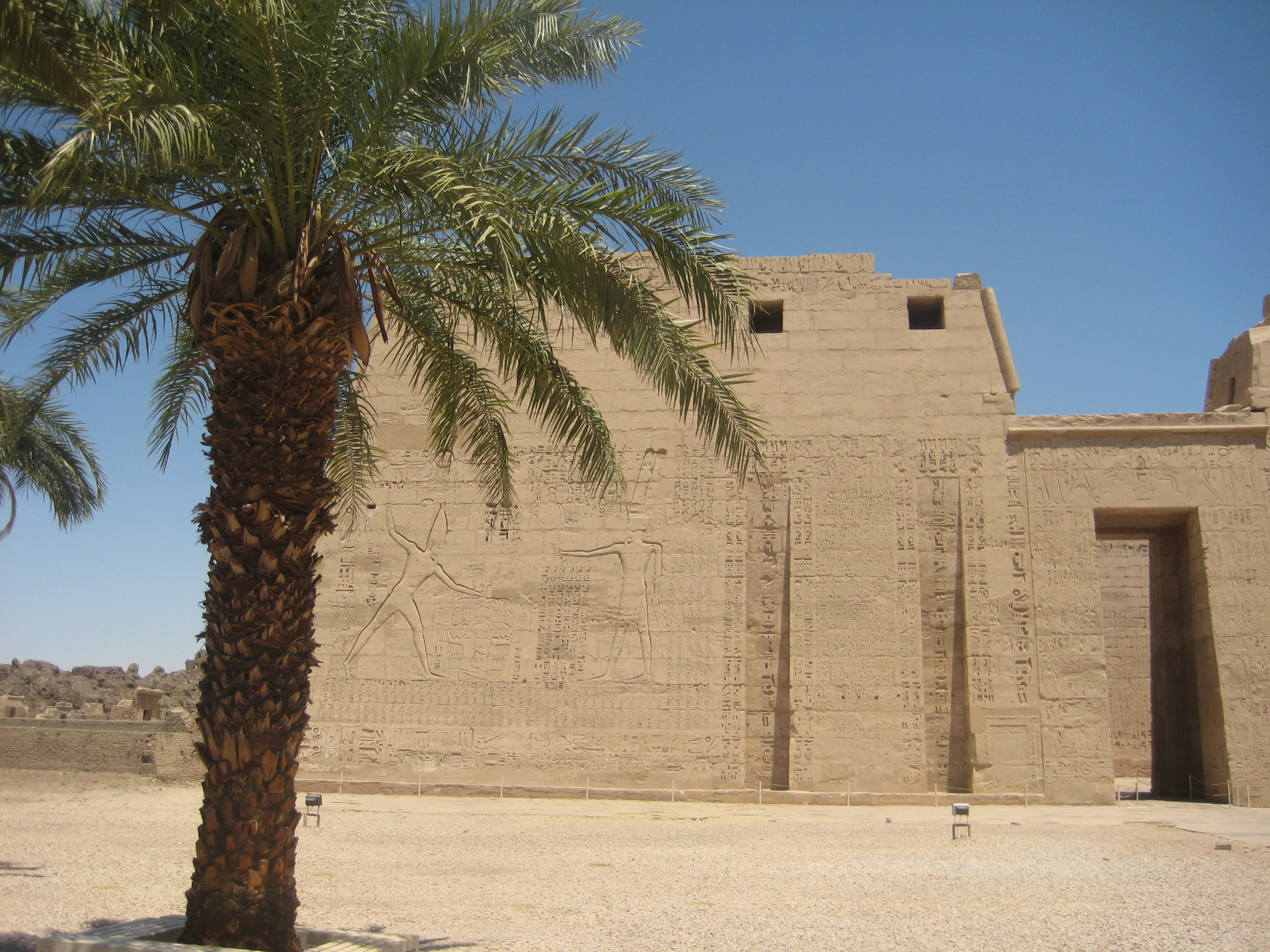
Medinet Habu, świątynia grobowa i pałac Ramzesa III